# Тасманійський прохід
Тасманійський прохід, також Тасманійські ворота або Тасманійський морський шлях — назва океанських вод між Австралією та Антарктидою.
Він утворився в результаті розділення двох континентальних плит Австралії та Антарктиди приблизно 30-40 мільйонів років тому, і був відкритий для циркуляції води близько 33,5 мільйонів. Тасманова протока з'єднує Індійський океан з Тихим океаном на південь від Австралії. Термін походить з геології. Відстань між двома континентами в даний час становить близько 2300 кілометрів.
Завдяки відкриттю протоки Дрейка і Тасманійської протоки Антарктична циркумполярна течія змогла сформуватися на початку олігоцену, замінивши умови навколоекваторіального потоку крейди. Виникнення циркумполярної течії призвело до теплової ізоляції Антарктики, оскільки обмін з екваторіальними теплими водами значно зменшився. В результаті утворилися льодовикові покриви Антарктиди і Земля вступила в пізній кайнозойський льодовиковий період (сучасний льодовиковий період).